# Notre-Dame-du-Bon-Conseil (paroisse)
Pour les articles homonymes, voir Notre-Dame-du-Bon-Conseil.

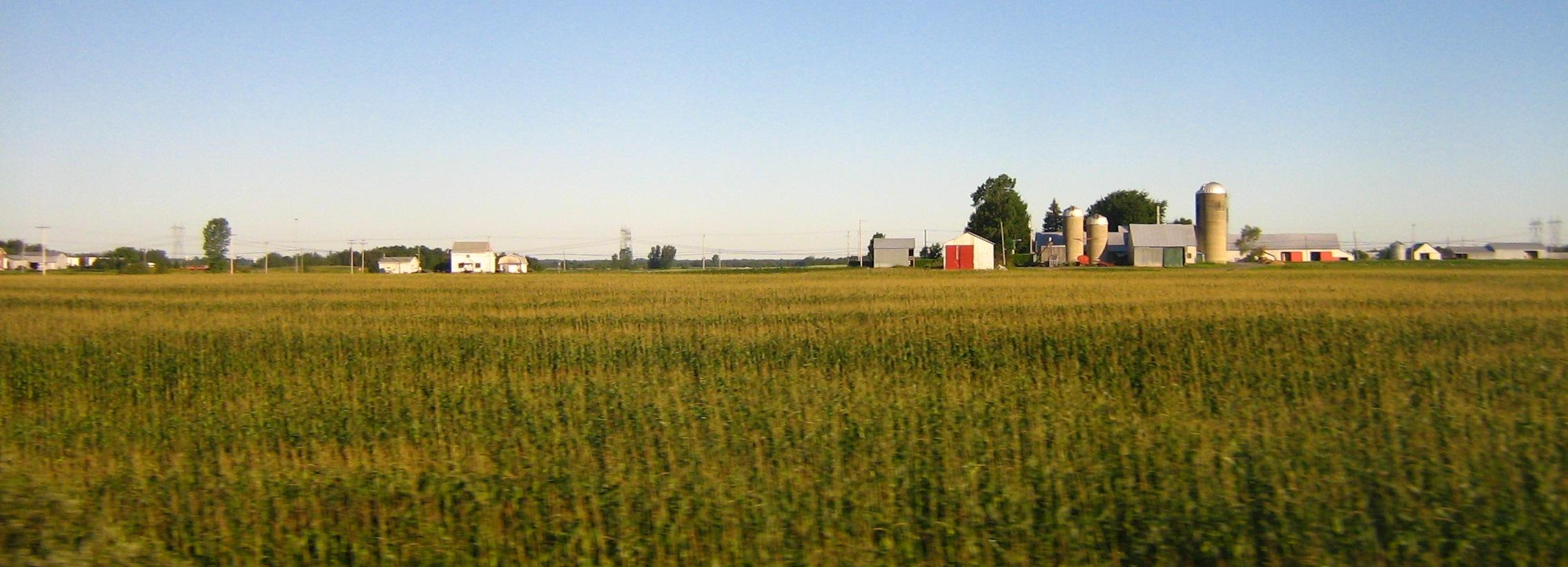
Territoire agricole dans Notre-Dame-du-Bon-Conseil en août 2006.

Notre-Dame-du-Bon-Conseil est une municipalité de paroisse dans la municipalité régionale de comté de Drummond au Québec (Canada), située dans la région administrative du Centre-du-Québec.

## Toponymie
Le nom de la municipalité provient d'une apparition mariale dans la ville de Genazzano en 1467. 

## Géographie
La rivière Nicolet Sud-Ouest traverse la municipalité du sud-est vers le nord-ouest.

## Démographie
| 1996 | 2001 | 2006 | 2011 | 2016 | 2021 |
| ---- | ---- | ---- | ---- | ---- | ---- |
| 956  | 984  | 912  | 979  | 949  | 885  |

## Administration
Les élections municipales se font en bloc pour le maire et les six conseillers.
| Notre-Dame-du-Bon-Conseil (paroisse) Maires depuis 2003                                                              |                  |         |          |
| Élection | Maire            | Qualité | Résultat |
| 2003 | Diane Camirand   |         | Voir     |
| 2005 | Michel Bourgeois |         | Voir     |
| 2009 | Michel Bourgeois | Voir    |          |
| 2013 | Michel Bourgeois | Voir    |          |
| 2017 | Stéphane Dionne  |         | Voir     |
| 2021 | Stéphane Dionne  | Voir    |          |
| Élection partielle en italique Depuis 2005, les élections sont simultanées dans toutes les municipalités québécoises |                  |         |          |